# Bradford Chess Club
Bradford Chess Club – angielski klub szachowy z siedzibą w Bradford, mistrz National Club Championships z 1967 roku.

## Historia
Klub powstał w listopadzie 1853 roku z inicjatywy piętnastu osób. Cechą charakterystyczną klubu były wysokie opłaty dla jego członków, przez co nie grały w nim uboższe osoby. Początkowo nowi członkowie byli wybierani w tajnym głosowaniu przez pięciu członków zarządu, przy czym jeden głos sprzeciwu oznaczał brak zgody na dołączenie. Te obwarowania były przyczyną niskiej frekwencji, którą podniesiono przez organizowanie różnych wydarzeń, m.in. meczów towarzyskich i pokazów gry (m.in. z udziałem Josepha Blackburne′a i Johannesa Zukertorta). W 1884 roku nastąpiło połączenie Bradford Chess Club i Bradford Exchange Chess Club. W 1916 roku członkiem Bradford Chess Club został Frederick Yates. W pierwszej połowie XX wieku w klubie gościi m.in. Emanuel Lasker, Frank Marshall, José Raúl Capablanca, Vera Menchik, George Koltanowski, Jewgienij Znosko-Borowski i Jacques Mieses.
Klub uczestniczył w różnorodnych rozgrywkach drużynowych. Wielokrotnie wygrał lokalny Woodhouse Cup. W 1967 roku został mistrzem Wielkiej Brytanii, wygrywając finał National Club Championships.